# Erik Wedelin
Erik Wedelin, född 4 mars 1850 i Göteborgs garnisonsförsamling, Göteborg, död där 24 maj 1881], var en svensk målare. 
Wedelin var länge en glömd konstnär som återupptäcktes och uppmärksammades på nytt under 1940- och 1950-talen. Han medverkade i en samlingsutställning i Göteborg 1869 och hade troligen vid denna tid fått en viss utbildning vid Valands målarskola. Han blev senare elev vid Konstakademien i Stockholm där han i ett brev till Johan Christoffer Boklund beskriver sina flitiga självstudier under sommaren och att hans avsikt är att sluta vid akademin eftersom han på Wilhelm von Gegerfelts och andras inrådan borde fortsätta sina studier utomlands. Han reste därefter till Düsseldorf där han kunde studera friluftsmåleriet innan han 1875 fortsatte till Paris där han medverkade i Parissalongen 1878. Han tog starka intryck av landskapsmålaren Camille Corots och marinmålaren Paul Jean Clays arbeten. I ett brev till Sverige skriver han att han skall resa vidare till Italien för att studera den omtalade italienska konsten men under resans gång insjuknade han i lungtuberkulos på Sicilien. Han medverkade i konstakademiens utställningar 1873 och 1875 och han var representerad i Konstföreningen för södra Sveriges utställning i Malmö 1874 samt en utställning i Uddevalla. Hans konst består av landskapsmotiv och porträtt. Wedelin är representerad vid Nationalmuseum i Stockholm.